# Guigó III d'Albon
Guigó III d'Albon, anomenat el Jove o Comes, nascut entre 1050 i 1060, mort el 1133, va ser comte d'Albon de 1079 a 1133. Fou el primer membre de la família que es va fer-se dir comte d'Albon, des del seu adveniment el 1079.
El seu regnat va estar marcat per la lluita contínua que va lliurar al nou bisbe de Grenoble, Sant Hug de Châteauneuf, per a la sobirania feudal dels béns d'església que tenia, sobretot, al Gresivaudan. Sant Hug va accedir al bisbat el 1078 i era un fervent partidari de la reforma gregoriana i sostenia que les possessions dels comtes d'Albon havien estat usurpades a l'Església, amb l'ajuda del bisbe Mallen. Per entrar en el que considerava el seu dret, el fogós prelat no va vacil·lar a creau una faula sobre la reconquesta de la diòcesi de Grenoble per les armes feta pel bisbe Isarn expulsant als sarraïns. Era l'objecte del preàmbul d'una sèrie de documents destinats a establir l'estat dels béns d'església, coneguts sota el nom de Cartularis de Sant Hug. Finalment, un acord entre el bisbe i el comte fou signat el 1099: Guigó va restituir les esglésies i delmes dels quals s'havia apropiat, però Sant Hug va reconèixer el repartiment dels poders laics i religiosos sobre Grenoble i la seva regió.
Es va casar el 1095 amb Matilde, que s'ha pensat molt de temps que era la filla d'Edgar Atheling, però que sembla de fet ser filla de Roger I, comte de Sicília i la Pulla i d'Adelaida de Savona. Segons Patrick Deret, seria filla de Roger I de Sicile, però de la seva segona esposa Eremburga de Mortain i no de la tercera, ja que en aquest cas no hauria pogut néoxer més que entre 1088 i 1101, el que provocaria innombrables dificultats i impossibilitats cronològiques ulteriors en cascada.
Van tenir cinc fills:
- Guigó IV († 1142), comte d'Albon
- Humbert de Grenoble († 1147), arquebisbe de Viena
- Garsenda, casada amb Guillem III d'Urgell († 1129), comte de Forcalquier
- Matilde d'Albon, casada vers el 1135 amb Amadeu III († 1148), comte de Savoia.
- Beatriu d'Albon, nascuda cap a 1100, casada amb Josserand de Dia (vers 1095 - + vers 1147)